# 点滴灌漑
点滴灌漑（、英: drip irrigation または trickle irrigation）とは、配水管、チューブやエミッタ、弁などからなる施設を用い、土壌表面や根群域に直接ゆっくり灌漑水を与えることにより、水や肥料の消費量を最小限にする灌漑方式であり、トリクル灌漑やマイクロ灌漑ともよばれる。

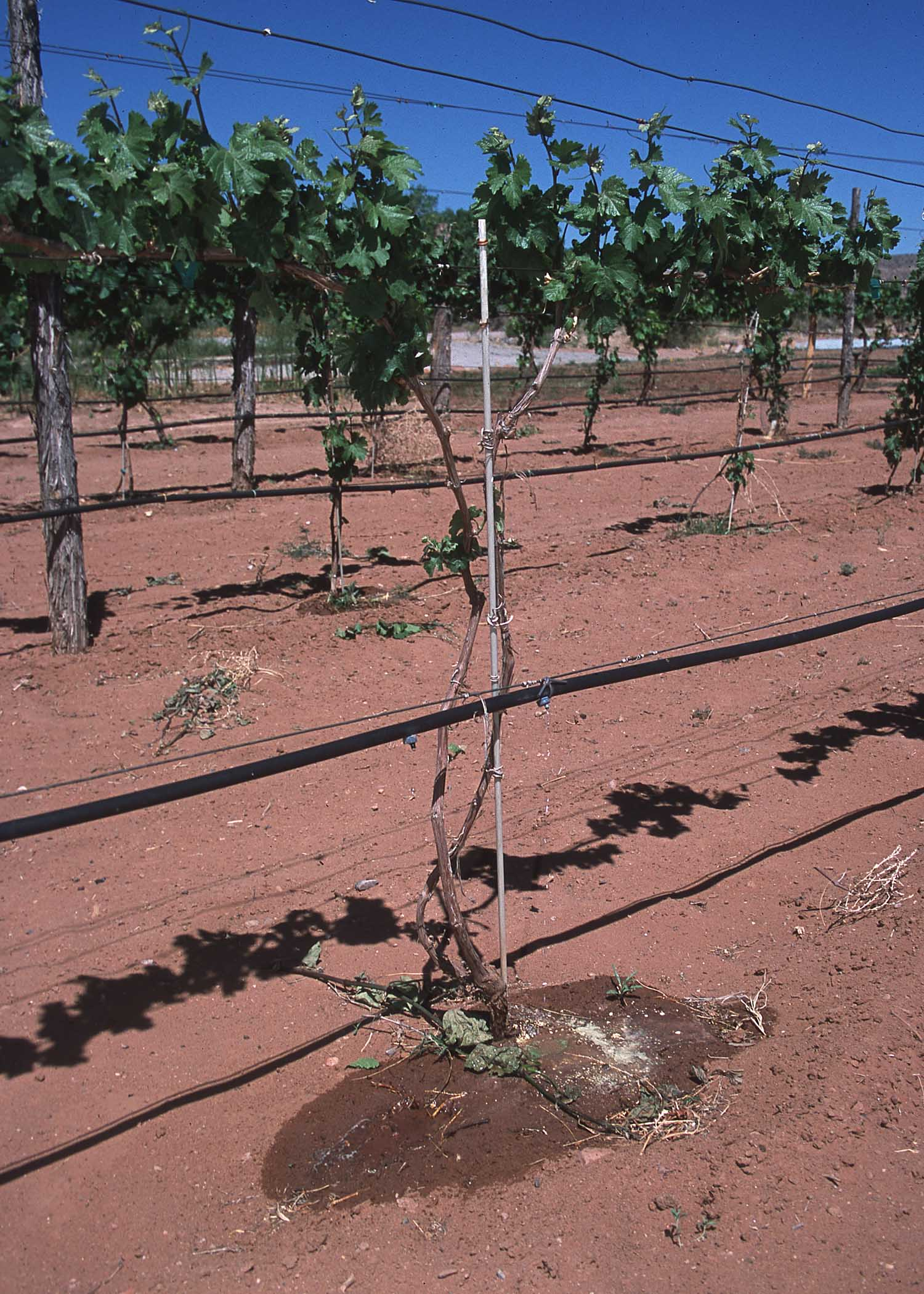
点滴灌漑で栽培されるブドウ

近代的な点滴灌漑は農業において、1930年代に発明され、それまでの無駄の多い湛水灌漑に取って代わったスプリンクラー以来のもっとも大きな技術革新となったといわれている。点滴灌漑には点滴エミッタの代わりに、微量スプレーヘッドとよばれる小面積へ散水するための装置を用いるものもある。これらは主に樹木や果樹など、比較的根群域の広い植物への灌漑に用いられる。永続的もしくは一時的に滴下管や点滴灌漑テープを作物根群域やその下方へ埋設するものは地中点滴灌漑とよばれている。地中点滴灌漑は、水資源の限られている地域や、下水処理水を利用しているような地域における列作物への灌漑に広く使われるようになった。個々の導入にあたり、もっとも適切な点滴灌漑システムや部品の選択には、地形や土壌、水、作物、耕地の微気象などの条件を慎重に調べなければならない。

## 概要
点滴灌漑は灌漑の一種であり、農地に張り巡らしたチューブ内に水を流し、チューブの所々に開けられた穴から水を作物の周囲の土壌に滴下することによって灌漑する。従来の灌漑と比べて水の節約になると言われており、また液体肥料や薬を水に混ぜて散布することも可能であることから、乾燥地のみならず、ハウス栽培などでも植物の効率的な栽培として利用されている。

## 歴史

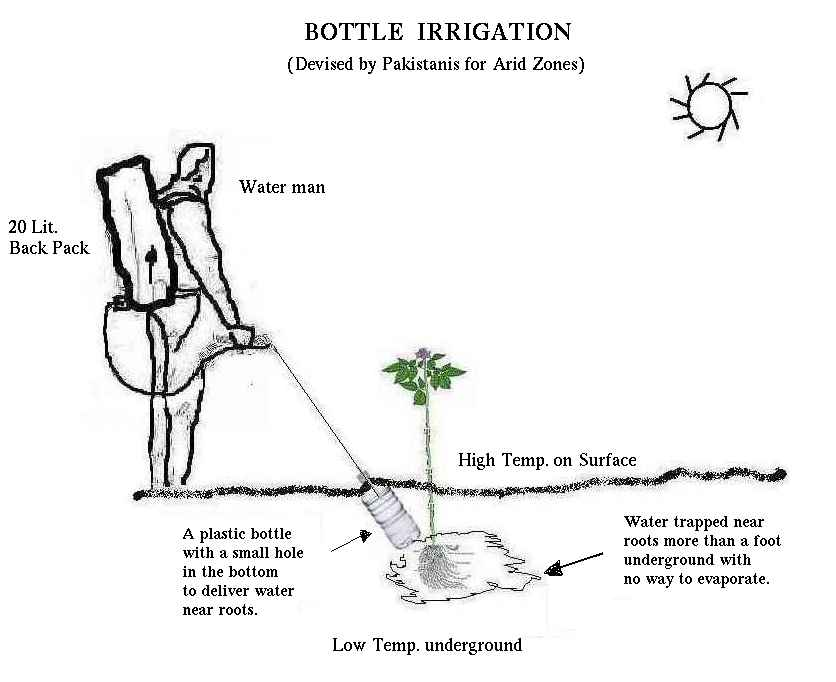
点滴灌漑の原型。根の近くに設置されたチューブに水を流し込んで根の周囲だけを灌漑する

土中に埋めた土器を水で満たし、水が土中へじわじわと浸み出るタイプの点滴灌漑が古代から用いられてきた。近代的な点滴灌漑の開発は、ドイツで研究者たちが土管で作った灌漑兼排水システムを用いた地中灌漑の実験を行った1860年に始まった。1913年、E.B.Houseがコロラド州立大学で地下水位を上げずに植物の根群域への水の供給に成功した。1920年代にドイツで穴が空いたパイプが売り出され、1934年にO.E.Robeyがミシガン州立大学で多孔質帆布ホースを通して灌漑実験を行った。第二次世界大戦中及びその後、近代的なプラスチックが出現したため、点滴灌漑の大幅な改善が可能になった。プラスチック製マイクロチューブや様々なタイプのエミッターがヨーロッパや米国の温室で使われ始めた。
近代的な点滴灌漑の技術はイスラエルでSimcha Blassと彼の息子Yeshayahuによって発明された。微粒子による目づまりが起こりやすい小さな孔からの水の滴下の代わりに、より大きい、より長い水路を通して摩擦を利用してプラスチックエミッターの中の水の流れを遅くした。このタイプの初めての実験的システムは、当時Hatzerim キブツの組合員であったBlassがNetafimという会社を設立した1959年に確立された。彼らは初めての実用的な地表面点滴エミッターを開発し、特許を取った。この方式は非常に成功し、その後1960年代末にはオーストラリア、北米と南米へ広がった。
米国で1960年代の初めに、Dew Hoseという初めての点滴テープがChapin Watermatics（最初のシステムが1964年に確立された）のRichard Chapinによって開発された。

## 部品と操作
部品（水源からの順序で）
- ポンプ、高い位置にあるタンク

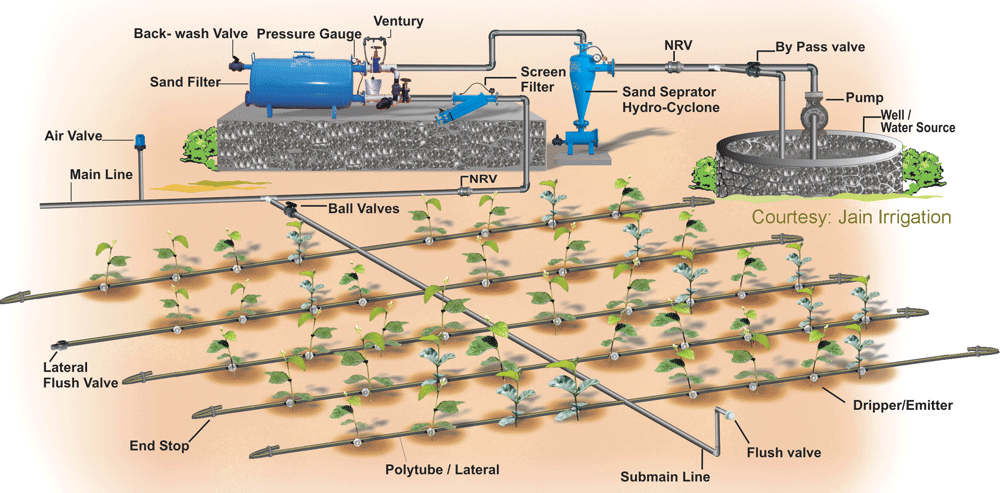
点滴灌漑装置の概観

- 浄水器-濾過器：砂分離装置、サイクロン、スクリーンフィルター、多孔質フィルター
- 液肥混入装置（ベンチュリ管の注入器）と化学薬品添加装置（必要に応じて）
- 逆流防止装置
- 主配管（大口径管とパイプ取り付け用具）
- 手動、電子制御または油圧制御弁と安全弁
- 小直径ポリチューブ
- 接続用部品
- 植物への滴下装置（例．点滴孔、マイクロ噴霧器、直列型点滴孔 ）
- 点滴灌漑装置のポンプとバルブは、手動で制御される場合と自動的に制御される場合がある。

大抵の大型点滴灌漑装置には、小さな水中の粒子で狭い流出経路が詰まるのを防ぐためにいくつかの種類のフィルターが取り付けられている。現在、目詰まりを最小限にする技術が提供されている。飲料水は、水処理工場で既に濾過されているので、いくつかの住宅用システムでは、フィルターなしで設置されている。とは言え、ほとんどすべての点滴灌漑装置では、フィルターを用いることが推奨され、フィルターが取り付けられていない場合は保証を受けられない。
点滴灌漑と地中点滴灌漑は、下水処理水を使用する場合にもっぱら使われている。たいてい規制により、飲料水基準を満たしていない水を空気中に散布することが禁止されている。
点滴灌漑装置で水を与える方法をとる場合、表面に散布し徐々に溶解させる伝統的な施肥方法は、効果的でないことがある。そのため、点滴灌漑装置では、しばしば灌漑水に液肥を混入させる。これは、液肥混入灌漑法と呼ばれる。液肥混入灌漑法と薬品混入灌漑法（chemigation、農薬の添加と装置の掃除のために周期的に塩素や硫酸のような化学物質を添加すること）は、隔膜ポンプやピストンポンプ、ベンチュリーポンプのような注入装置を使用する。薬品は、装置が灌漑しているときに常に混入し続ける場合もあれば、断続的に与えられる場合もある。最近の大学のフィールド調査から、ゆっくりとした給水速度で液肥混入灌漑を行った場合、伝統的な施肥法と小型スプレーヘッドによる灌漑の組み合わせに比べて、最大で95％の肥料を節約できたことが報告されている。
適切に設計・管理されれば、植物根に水がより適切に与えられるため、地表灌漑やスプリンクラーに比べて、点滴灌漑は蒸発と深部への排水を減らすことで水の節約を促進する。加えて、点滴灌漑は水が葉に触れることで広がる多くの病気を防ぐことができる。水の供給が非常に限られている地域では、最終的に水消費量の削減には結びつかないかもしれないが、以前と同量の水でより多くの収量を得ることができる。非常に乾燥した地域や砂地では、できるだけゆっくり灌漑水を与えることが重要である。
流出や深部への浸透を減らすことで、一度に植物に与えられる水量を減らすパルス灌漑が行われることがある。パルス装置は、一般的に高価で頻繁なメンテナンスを必要とする。これらの理由から、エミッター製造業者の間では、1 L/hrのような超低速で灌漑水を運搬する新技術の開発に努力が注がれている。ゆっくりかつ均一に送水すれば、高価で複雑なパルス運送装置を使用しなくても水利用効率をより改善することができる。
点滴灌漑は畑、ビニールハウス、住宅の庭に使用されている。点滴灌漑は、深刻な水不足に悩む地域やココナッツ、コンテナ栽培の庭木、葡萄、バナナ、ナツメ、ナス、シトラス、イチゴ、サトウキビ、綿、トウモロコシ、トマトのような作物に広く適用されている。
庭点滴灌漑キットは、庭を持つ人々の間で人気であり、タイマー、ホース、点滴孔で構成されている。

## 点滴灌漑の利点と欠点
点滴灌漑の利点としては以下のようなものが挙げられる。
- 局部的な潅水とリーチングを抑えることによる肥料と栄養分の損失の最小化
- 高い水分配効率
- 土地の均平化が不必要。
- 再利用水の安全な利用を可能にする。
- 根群域の水分を圃場容水量に保つことができる。
- 灌漑の頻度を、それほど土性に拘束されずに決定できる。
- 土壌浸食の最小化
- 水の高い均一分配性。それぞれのノズルで制御できるものもある。
- 低い労働コスト
- 潅水強度はバルブとドリッパーで制御できる。
- 最小限の肥料の無駄で施肥灌漑を簡単に行うことができる。
- 早熟と多収（時期毎に、年毎に）

点滴灌漑の欠点としては以下のようなものが挙げられる。
- 高価。初期投資がスプリンクラーシステムを上回る場合がある。
- 廃棄物。太陽が点滴灌漑に使われているチューブに影響を与え、そうでなかった場合に比べ持続性を低下させる。寿命は可変である。
- 目詰まり。水が適切に濾過されなかったり、装置が適切に維持管理されなかったりすると、目詰まりすることがある。
- 除草剤や地表面に散布された肥料が有効になるためにスプリンクラー灌漑を必要とするとき、点滴灌漑ではうまくいかない。
- 収穫後、点滴チューブは追加の撤去費用を発生させる。ドリップテープの巻取り、処分、リサイクルやリユースの計画をたてることが必要になるだろう。
- 根系が浅くなる。特に点滴チューブを地表に設置した場合は顕著である。チューブを地中に埋め込むとある程度改善する[1]。

適切に導入されないと、水や時間や収穫の無駄が生じる。地形、土、水、作物、生物気候的な条件、点滴灌漑システムとその構成要素の持続可能性といった全ての関連要素の注意深い検討が必要とされる。